# 唯武加大主义
唯武加大主义（Latin Vulgate Onlyism）是指在16世纪和17世纪天主教徒坚称他们的拉丁文《武加大圣经》是受到默示和完美的圣经，因此是惟一的圣经。他们辩称，教会长期使用武加大证明它是正确和最好的翻译。他们声称武加大与希腊语原文圣经相等，甚至优于原文圣经；其他译本中存在差异和所谓的腐败，所以是撒但的圣经；希伯来文或希腊文的原文已经腐败，不能再作为所有版本的裁判标准。  。罗马天主教会不允许人们把圣经翻译成任何其他语言，且将翻译圣经的人烧死在火刑柱上。英国的威廉·廷代尔就因为将圣经翻译成英文而被天主教杀害。